# Mario Casati
Mario Casati (* 3. September 1944 in Carate Brianza) ist ein ehemaliger italienischer Boxer.

## Werdegang
Er wurde 1964 Italienischer Meister im Halbmittelgewicht, 1965 Italienischer Vizemeister im Halbmittelgewicht, sowie 1966 und 1967 Italienischer Meister im Mittelgewicht.
Bei den Europameisterschaften 1965 in Berlin unterlag er erst im Halbfinale des Halbmittelgewichts gegen Wiktor Agejew aus der Sowjetunion und gewann damit Bronze. Bei den Europameisterschaften 1967 in Rom konnte er sich jedoch die Goldmedaille im Mittelgewicht sichern, nachdem er im Finale Alexei Kisseljow aus der Sowjetunion besiegt hatte. Zudem gewann er 1965 im Halbmittelgewicht die Militärweltmeisterschaften in München und 1967 im Mittelgewicht die Mittelmeerspiele in Tunis.
1968 nahm er noch an den Olympischen Sommerspielen in Mexiko-Stadt teil, unterlag dort jedoch im ersten Kampf gegen Simon Georgiew aus Bulgarien. Von Januar 1969 bis Juli 1970 boxte er als Profi und blieb in sieben Kämpfen ungeschlagen. Dabei besiegte er zweimal Anton Schnedl und boxte gegen den späteren Europameister Elio Calcabrini unentschieden.